# Ípsilon Andromedae
Titawin (también "υ And" o "υ Andromedae") es una estrella binaria, aproximadamente a 44 años luz de la Tierra, y de unos tres mil millones de años de edad, dos tercios la edad de nuestro Sol. Vista desde la Tierra, Titawin está en la constelación de Andrómeda, y está a unos 10 grados al este de la galaxia de Andrómeda. La estrella principal es bastante similar al Sol pero ligeramente más caliente y brillante, del tipo espectral F8V.
Titawin fue la primera estrella de la secuencia principal en la que se encontró más de un planeta extrasolar. Hasta ahora, cuatro planetas han sido descubiertos en el sistema planetario; se cree que los cuatro son gigantes gaseosos.

## Planetas extrasolares

### Saffar
Saffar es un planeta que orbita extremadamente cerca de la estrella, y fue uno de los primeros "júpiteres calientes" descubiertos. El planeta tiene una masa comparable a la de los gigantes gaseosos de nuestro sistema solar.

### Samh
Samh es un planeta con el doble de la masa de Júpiter que orbita en una órbita excéntrica más cercano a la estrella que la Tierra al Sol. La gran masa del planeta indica que es muy probable que sea un gigante gaseoso. Según las simulaciones, las interacciones gravitacionales con el planeta exterior hacen que la excentricidad de la órbita de Majriti cambie con el tiempo, con la órbita pasando a ser circular una vez cada 7000 años. Esta situación es muy extraña y se cree que puede ser el resultado de las interacciones planeta-planeta en la historia temprana del sistema Titawin.

### Majriti
Majriti es un gran planeta casi cuatro veces más masivo que Júpiter. Basándose en su gran masa se piensa que es un gigante gaseoso. Tiene una órbita excéntrica en la parte exterior de la zona habitable de la estrella.

### Titawin e
Titawin e es el planeta más parecido a Júpiter descubierto hasta ahora, tanto en masa como en periodo orbital.

### Titawin B
Titawin B es una estrella enana roja localizada a aproximadamente 700 UA de la estrella principal y a 600 UA del baricentro del sistema estelar.